# Mongolküre
| Uigurische Bezeichnung          | Uigurische Bezeichnung |
| ------------------------------- | ---------------------- |
| Arabisch-Persisch (Kona Yeziⱪ): | موڭغۇلكۈرە ناھىيىسى    |
| Lateinisch (Yengi Yeziⱪ):       | Mongƣulkürə Naⱨiyisi   |
| Chinesische Bezeichnung         |                        |
| Kurzzeichen:                    | 昭苏县                 |
| Umschrift in Pinyin:            | Zhāosū Xiàn            |

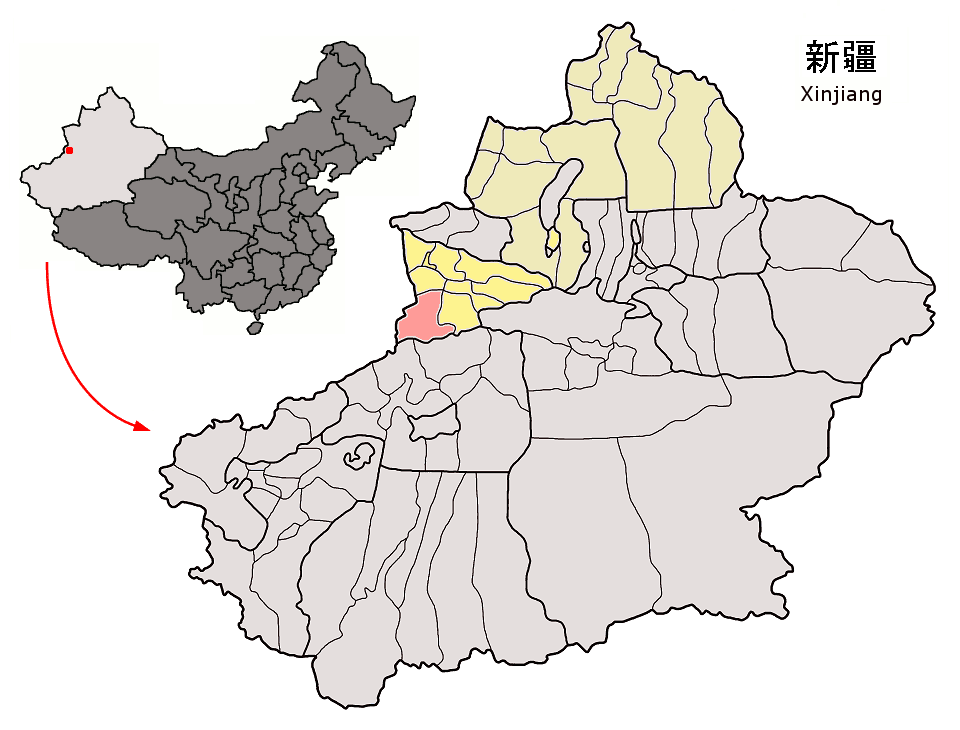
Lage des Kreises Zhaosu bzw. Mongolküre (rosa) im Autonomen Bezirk Ili der Kasachen

Mongolküre oder Zhaosu (kasachisch موڭعۇلكۇرە اۋدانى Moñğulküre Awdanı) ist ein Kreis des Kasachischen Autonomen Bezirks Ili im Nordwesten des Uigurischen Autonomen Gebiets Xinjiang in der Volksrepublik China. Er hat eine Fläche von 10.464,9 Quadratkilometern und zählt 148.187 Einwohner (Stand: Zensus 2010). Sein Hauptort ist die Großgemeinde Zhaosu (昭苏镇).
Der Shengyou-Tempel von Mongolküre (Zhaosu Shengyou miao 昭苏圣佑庙), ein mongolisches Lamakloster, sowie die Gedenktafel an die Bezwingung des Khanats der Dsungaren (Pingding Zhunga'er Leming bei 平定准噶尔勒铭碑), die im Jahr 1761 in der Qianlong-Ära der Qing-Dynastie errichtet wurde, stehen seit 2001 auf der Liste der Denkmäler der Volksrepublik China.

## Administrative Gliederung
Auf Gemeindeebene setzt sich der Kreis aus einer Großgemeinde und neun Gemeinden (davon drei Nationalitätengemeinden: zwei der Mongolen und eine der Kirgisen) zusammen. 